# 馮亮 (嘉靖進士)
馮亮（1503年—1546年），字執夫，號貞齋，浙江金華府金華縣人，明朝政治人物。

## 生平
七月初十日生，治《詩經》，由縣學生中式浙江鄉試第五十四名舉人，年三十歲中式嘉靖十一年壬辰科（1532年）會試中式第二百二十一名，第三甲第七十五名進士。觀刑部政，授丹徒知县，十五年五月选授兵科給事中，十八年正月升工科右給事中，升禮科左給事中，十八年六月升兵科都給事中，二十年二月升河南左參政，升四川按察使，以疾乞休，行至夔州病卒，享年四十四。

## 家族
曾祖馮暘，知縣贈工部主事；祖馮滔；父馮璣，監生；母朱氏。重慶下，妻錢氏，行二十六，兄充，弟襄，子懋。